# Wilhelm Lindemann (Literaturhistoriker)
Wilhelm Lindemann (* 17. Dezember 1828 in Schonnebeck; † 20. Dezember 1879 in Niederkrüchten) war ein deutscher Literaturhistoriker, Geistlicher und Politiker.

## Leben
Lindemann besuchte das Essener Gymnasium, bevor er von 1848 bis 1851 an der Universität Bonn katholische Theologie studierte. Seine Priesterweihe erfolgte am 2. September 1852 in Köln. Anschließend wirkte er ab 1853 als Rektor der Höheren Bürgerschule von Heinsberg.
Lindemann wendete sich erst neun Jahre nach seiner Priesterweihe der Seelsorge zu und wurde 1861 Pfarrweser in Rheinbreitbach, bevor er 1863 eine Stelle als Pfarrer in Venrath im damaligen Kreis Erkelenz übernahm. Schließlich wurde er 1866 Oberpfarrer in Niederkrüchten. In dieser Zeit intensivierte er die schriftstellerische Tätigkeit, die er bis kurz vor seinem Tod fortführte. Von 1870 bis 1879 war er zudem Mitglied des Preußischen Abgeordnetenhauses in Berlin. Dort gehörte er der Zentrumsfraktion an.
Lindemann wurde 1872 durch die Universität Würzburg für seine literaturhistorische Arbeit mit der philosophischen Ehrendoktorwürde ausgezeichnet.

## Werke (Auswahl)
- Wlihelm Lindemanns Geschichte der deutschen Litteratur, 1866, mehrere Auflagen, zuletzt 10. Auflage, 2 Bände, Herder, Freiburg im Breisgau 1923.
- Dichterinnen und Dialekt-Dichtungen der Neuzeit, Herder, Freiburg im Breisgau 1871.
- Blumenstrauß von geistlichen Gedichten des deutschen Mittelalters, Herder, Freiburg im Breisgau 1874.
- Angelus Silesius (Johannes Scheffler): Bild eines Convertiten, Dichters und Streittheologen aus dem 17. Jahrhundert, Herder, Freiburg im Breisgau 1876.
- Für die Pilgerreise: Ein Album von religiösen Dichtungen, Herder, Freiburg im Breisgau 1878.